# Headboard
Headboard (in italiano: Testata del letto) è il secondo singolo del rapper statunitense Hurricane Chris estratto dal secondo album Unleashed. Prodotto dal team The Inkredibles, vede la partecipazione del cantante R&B Mario e di Plies.

## Informazioni
La canzone è composta da tre strofe, la prima delle quali è rappata da Hurricane Chris, la seconda da Plies e la terza nuovamente da Hurricane Chris. Mario canta invece il ritornello e introduce brevemente la canzone.
Nelle charts, Headboard ha ottenuto risultati inferiori a quelli del precedente singolo Halle Berry (She's Fine), raggiungendo la posizione n. 63 nella Hot R&B/Hip-Hop Songs e non classificandosi all'interno della Hot 100.

## Videoclip
Il videoclip è stato pubblicato il 16 ottobre 2009.

## Classifica
| Chart (2009)                                          | Posizione massima |
| ----------------------------------------------------- | ----------------- |
| Stati Uniti d'America Billboard Hot R&B/Hip-Hop Songs | 63                |